# ديميتري انياتش
ديميتري انياتش (12 أغسطس 1980 في صربيا - ) هو لاعب كرة قدم صربي في مركز الوسط. شارك مع منتخب صربيا لكرة القدم. أما مع النوادي، فقد لعب مع بولونيا وارسو ولخ بوزنان ونادي فويفودينا وويدزي لودز وسلافيا سراييفو ‏ وOFK Bečej 1918 ‏ ونادي شباب كيكندة ‏.

## وصلات خارجية
- ديميتري انياتش على موقع قاعدة بيانات كرة القدم.إي يو (الإنجليزية)
- ديميتري انياتش على موقع ناشيونال فوتبول تيمز (الإنجليزية)
- ديميتري انياتش على موقع Soccerway.com (الإنجليزية)
- ديميتري انياتش على موقع عالم كرة القدم.نت (الإنجليزية)